# Midi E 4000
Die Lokomotiven der Baureihe E 4000 waren Elektrolokomotiven der französischen Bahngesellschaft Compagnie des chemins de fer du Midi (Midi). Die in den Jahren 1922 und 1923 von den Constructions électriques de France (CEF) in Tarbes gelieferten 20 Güterzuglokomotiven der ersten Serie waren nahezu baugleich mit den im Personenzugdienst eingesetzten Lokomotiven der Baureihe E 4500, von denen sie sich nur durch eine andere Getriebeübersetzung unterschieden. Wegen der fehlenden Widerstandsbremse bewährten sich die Lokomotiven im Güterverkehr nicht und wurden daher für den Einsatz im Personenzugdienst an die E 4500 angepasst und dieser Baureihe zugeordnet. Eine zweite Serie von 40 Lokomotiven wurde in den Jahren 1926 und 1927 geliefert und belegte die freigewordenen Nummern der ersten Serie belegte. Sie erhielt von Anfang an eine Widerstandsbremse, die bei der ersten Serie und bei den E 4500 anstelle der ursprünglich vorhandenen Nutzbremse nachgerüstet wurde. 1938 wurden die E 4000 von der SNCF übernommen und in die Baureihe BB 4000 umgezeichnet. Nach dem Zweiten Weltkrieg wurden die Lokomotiven für den Rangierdienst umgebaut und in die Baureihe BB 1500 umgezeichnet.

## Vorgeschichte
Die Midi war die einzige der großen französischen Eisenbahngesellschaften, deren Gleise nicht bis in die Hauptstadt Paris führten. Ihre Strecken lagen südlich des Zentralmassivs zwischen dem Atlantik und dem Mittelmeer und reichten bis weit in die nördlichen Pyrenäen hinein. Da die Kohlereviere weit entfernt im Norden Frankreichs lagen, musste der Brennstoff für den Betrieb der Dampflokomotiven über weite Strecken von anderen Gesellschaften herangeschafft werden. Daher wurde bereits um 1909 ein umfangreiches Elektrifizierungsprogramm entwickelt, das die in den Pyrenäen vorhandene Wasserkraft nutzte. Für die Stromzufuhr mittels Oberleitung wurde eine Wechselspannung von 12 kV mit einer Frequenz von 16 2⁄3 Hz gewählt. Zwischen 1912 und 1914 wurde der elektrische Betrieb auf vier Strecken aufgenommen.
Die Besetzung der wichtigsten Kohlereviere durch deutsche Truppen im Ersten Weltkrieg führte zu einer extremen Kohlenknappheit, so dass die französische Regierung beschloss, weitere Eisenbahnstrecken zu elektrifizieren. Während die Elektrifizierung der nord- und ostfranzösischen Strecken aus militärstrategischen Gründen verworfen wurde, befürwortete man die Elektrifizierung der Bahnen in der Südhälfte Frankreichs und im Großraum Paris mit 1500 V Gleichspannung. Um die Elektrifizierung im ganzen Land zu vereinheitlichen, wurde die Verwendung dieser Spannung am 29. August 1920 verbindlich vorgeschrieben. Damit sollte sichergestellt werden, dass die Lokomotiven im Verteidigungsfall netzübergreifend eingesetzt werden konnten. Die Midi stellte daraufhin drei ihrer bereits elektrifizierten Strecken auf das vorgeschriebene Stromsystem um.

## Geschichte

### Erste Serie

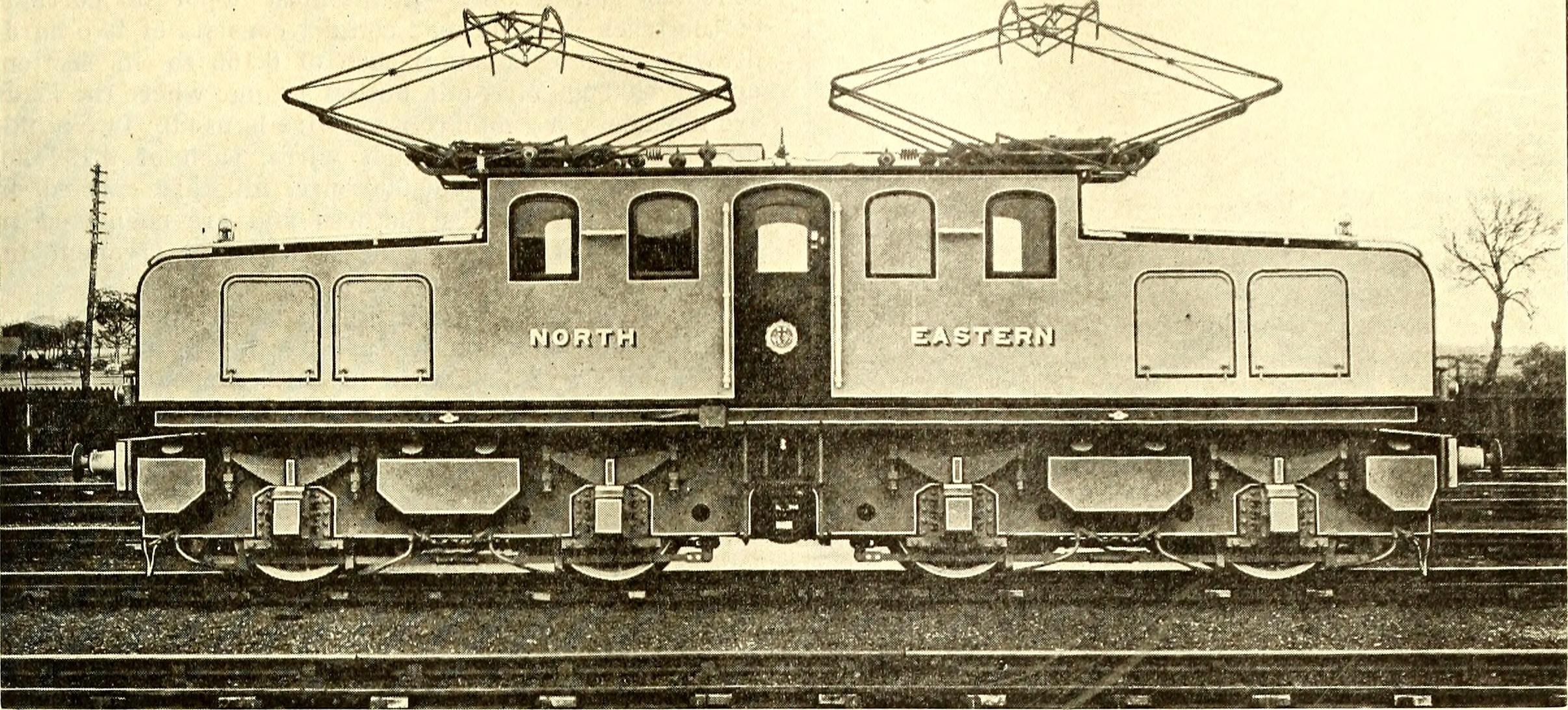
Elektrische Lok der North Eastern Railway, spätere EF 1 (1916)

In Ermangelung von Elektrolokomotiven aus heimischer Produktion wandte sich eine Gruppe von Ingenieuren der Midi 1918 nach Großbritannien, wo bei der North Eastern Railway zehn Elektrolokomotiven mit den Nummern 3 bis 12 im Einsatz waren, die spätere Baureihe EF 1 der British Rail. Es handelte sich um vierachsige Drehgestelllokomotiven mit Motoren von Dick, Kerr & Co., die als Grundlage für eine eigene Entwicklung dienten. Die Firma Constructions électriques de France (CEF) in Tarbes, die später mit Alsthom fusionierte, erhielt den Auftrag zum Bau von 50 Lokomotiven. Dabei handelte es sich um 20 Lokomotiven E 4001–4020 mit einer Höchstgeschwindigkeit von 60 km/h für Güterzüge und 30 Lokomotiven E 4501–4530 mit einer Höchstgeschwindigkeit von 90 km/h für Personenzüge. Die Lokomotiven waren bis auf die Getriebeübersetzung baugleich. Im Gegensatz zu den britischen Lokomotiven mit Vorbauten wurden die französischen Lokomotiven als Boxcab-Lokomotiven mit Endführerständen gebaut. Dick-Kerr lieferte die Pläne und einen Teil der Motoren. Während die E 4001–4004 originale Dick-Kerr-Motoren erhielten, wurden die Motoren der anderen Lokomotiven in Lizenz gefertigt.
Die Lokomotiven E 4001–4020 wurden 1922 und 1923 geliefert. Die Laternen der Spitzensignale wurden aus dem Dampflokbau übernommen. Die französischen Bahngesellschaften – auch die SNCF – zögerten lange mit der Einführung elektrischer Laternen.
Die Stromabnehmerantriebe funktionierten umgekehrt im Vergleich zu den heute üblichen Antrieben: Die Scherenstromabnehmer wurden durch Federn gehoben und durch Druckluft gesenkt, wodurch ein Hilfskompressor oder eine Handluftpumpe zum Heben des Stromabnehmers bei fehlender Luftversorgung eingespart werden konnte. Die zweite Serie erhielt zusätzlich ein Seil, mit dem die Stromabnehmer im Notfall manuell gesenkt werden konnten. In gesenkter Position wurden die Stromabnehmer durch eine pneumatisch betätigte Sperrklinke gegen unbeabsichtigtes Anheben gesichert. Zusätzlich gab es in jedem Führerstand eine manuell zu betätigende Verriegelung für die Stromabnehmer in Tieflage. Sie bestand aus einer durch das Führerhausdach geführten Stange, an deren Ende ein Arm befestigt war. Durch Drehen der Stange wurde der Arm so über den Holm zwischen Unter- und Oberschere geschwenkt, so dass sich der Stromabnehmer mechanisch in der Tieflage verriegelt war und nicht mehr gehoben werden konnte. Ein Isolator in der Stange schützte den Bediener vor der Hochspannung am Stromabnehmer.

Die E 4000 waren wie die E 4500 mit einer Nutzbremse ausgerüstet. Diese erwies sich jedoch für den Güterzugdienst als ungeeignet, da bei Ausfall der Nutzbremse die Züge nur unzureichend gebremst werden konnten. Anfang der 1920er Jahre waren viele Güterwagen noch nicht mit der automatischen Druckluftbremse ausgerüstet, so dass Gefällefahrten ohne wirksame elektrische Bremse nicht zulässig waren. 

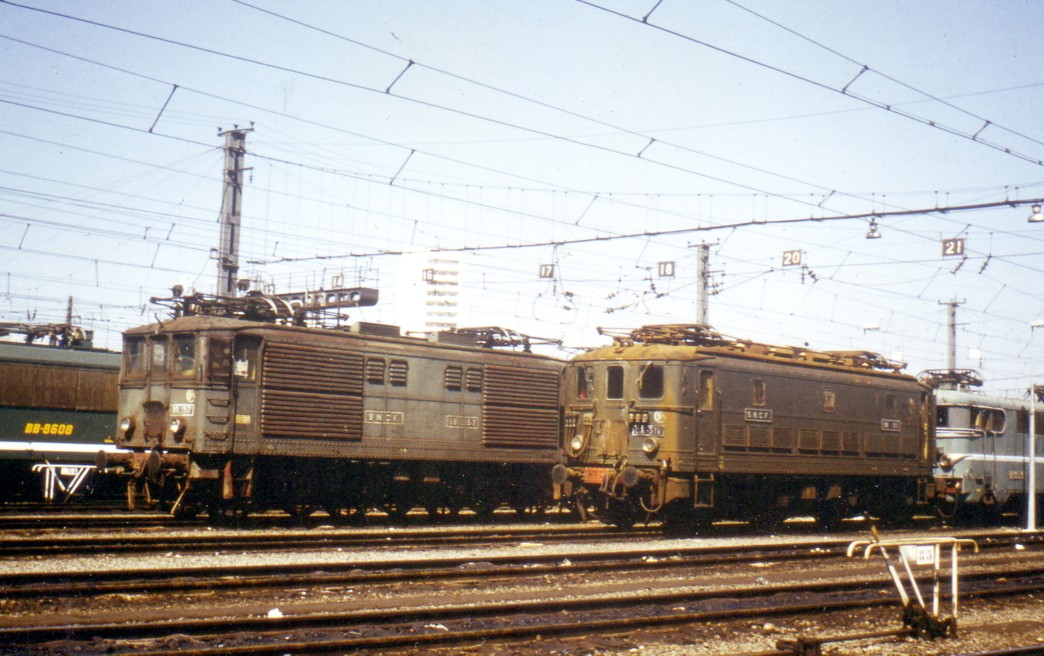
Die SNCF BB 1517 (links) war die ehemalige Midi E 4017 der zweiten Serie mit zwei großen Lüftergittern und kleineren Maschinenraumfenstern, die nachträglich durch Lüftergitter ersetzt wurden, rechts eine SNCF BB 300 (Toulouse 1980)

Die britischen Motoren, die bei der Nutzbremsung als Generatoren arbeiteten, erwiesen sich für den Einsatz auf den Gebirgsstrecken der Pyrenäen als ungeeignet. Sie waren nicht optimal angeordnet und neigten zur Überhitzung, die Schütze des Nockenschaltwerks waren den Belastungen nicht gewachsen. Nach mehreren schweren Schäden an der elektrischen Ausrüstung wurden die E 4000 abgestellt und die Dampflokomotiven übernahmen wieder den Güterverkehr.
Die Midi beschloss, die E 4001–4020 für den Personenverkehr umzubauen. Die Lokomotiven wurden den E 4500 angeglichen und erhielten die Nummern E 4531–4550. Der Umbau erfolgte ab 1926 bei CEF in Tarbes und umfasste neben der Änderung der Übersetzung den Ersatz der Nutzbremse durch eine Widerstandsbremse, den Ersatz des Trennschalters und der Dachsicherung durch einen Schnellschalter, den Einbau stärkerer Fahrmotorlüfter und die Beseitigung der Mehrfachsteuerung.
Wegen der Tendenz der Motoren zum Überhitzen wurde dabei die Leistung von 1030 kW auf 773 kW reduziert. Bei sieben der Loks wurden ab 1931 die Motoren der Bauart DK 80 durch Alstom-Motoren des Typs M1 ersetzt. Die SNCF reihte die Loks nach der Übernahme 1938 in ihr Nummernschema ein. So wurden die E 4531–4550 in BB 4531–4543 (DK-80-Motoren) bzw. BB 4593–4599 (M1-Motoren) umgezeichnet. Die ehemaligen E 4501–4530 wurden zu BB 4501–4530. Die E 4500 wurden nach dem Zweiten Weltkrieg zu Rangierlokomotiven umgebaut und den 1000er-Baureihen zugeordnet, die Gleichstrom-Rangierlokomotiven bezeichnen. Die Lokomotiven der ersten Serie wurden deshalb zwischen 1953 und 1957 zu den BB 1631–1650.

### Zweite Serie
Die Lokomotiven der zweiten Serie hatten eine überarbeitete elektrische Ausrüstung mit Widerstandsbremse statt Nutzbremse. Weiter hatten die Lokomotiven keine Versorgung mehr für die Zugsammelschiene von Reisezügen. Die ersten 20 Lokomotiven mit den Nummern E 4021–4040 wurden 1926 ausgeliefert. Sie hatten immer noch die problematischen Motoren des Typs DK 80. Die Stundenleistung wurde von vornherein auf 773 kW begrenzt. In den Jahren 1927/28 folgten 20 weitere Lokomotiven, die in Zweitbesetzung die durch den Umbau der ersten Serie zu E 4500 freigewordenen Nummern E 4001–4020 bekamen. Optisch unterschieden sich die Maschinen der zweiten Serie von denen der ersten durch die Anordnung, Zahl und Größe der Lüftergitter sowie veränderte Maschinenraumfenster.
Die SNCF reihte die Loks nach der Übernahme 1938 in ihr Nummernschema ein. Die Lokomotiven der zweiten Serie wurden der Baureihe BB 4000 zugeordnet. Gemeinsam mit der Schwesterbaureihe E 4500 wurden die E 4000 nach dem Zweiten Weltkrieg zu Rangierlokomotiven der Baureihe BB 1500 umgebaut.

## Abstellung und Verbleib

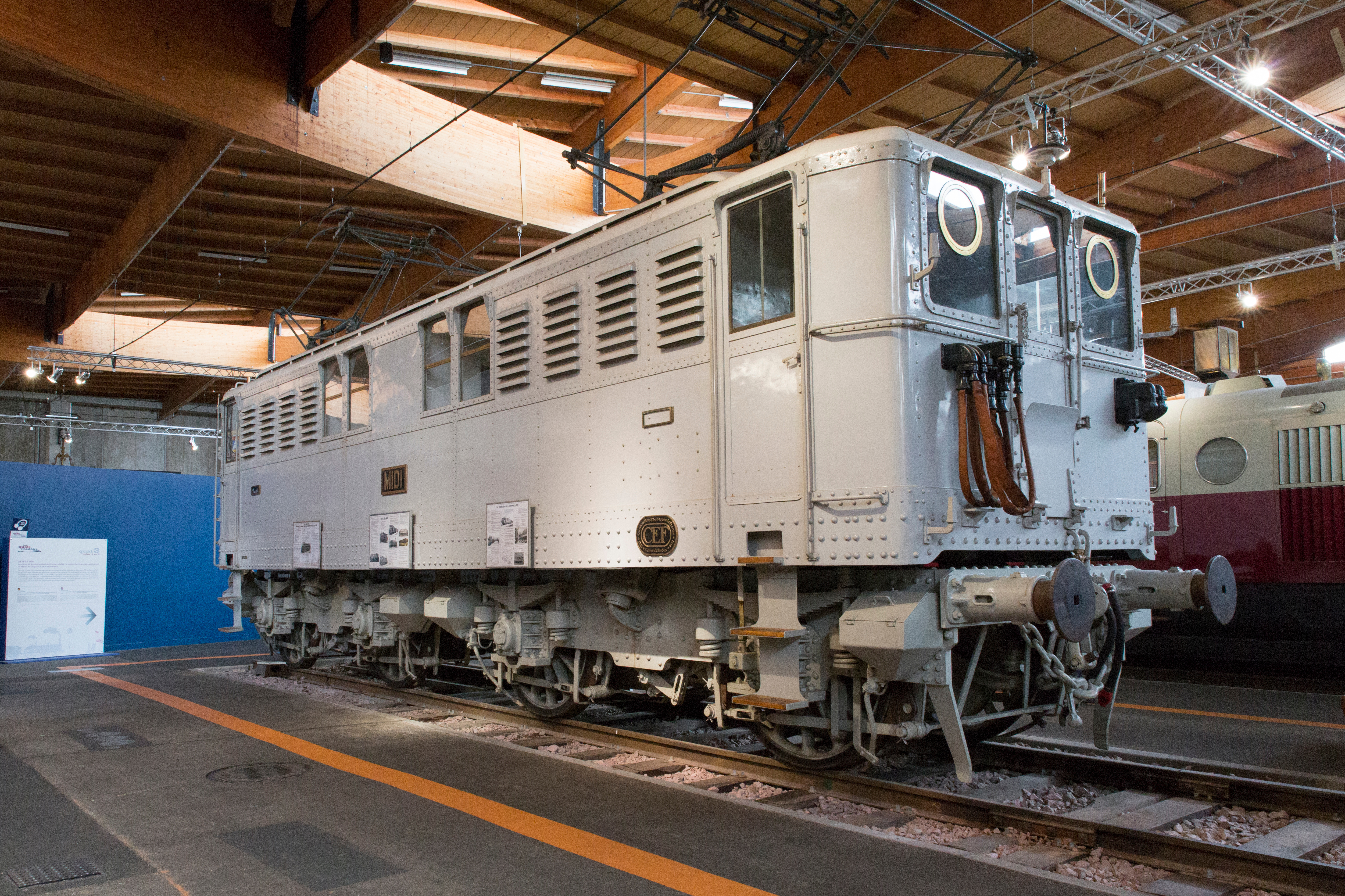
Museumslokomotive E 4002 im Eisenbahnmuseum Cité du Train

1971 wurden erste Maschinen ausgemustert. Am 15. Dezember 1984 wurde mit der BB 1613 des Betriebswerks Chambéry, einer ehemaligen E 4500, die letzte Lok dieser Bauart abgestellt.
Mit der E 4002, der spätere BB 1632, blieb im Eisenbahnmuseum Cité du Train in Mülhausen eine E 4000 museal erhalten. Dabei handelt es sich aber nicht um die ursprüngliche E 4002, vielmehr wurde die Lokomotive aus altbrauchbaren Teilen zusammengesetzt. Nur die Längswände mit acht kleinen Lüftungsgittern stammen von der E 4002 der ersten Serie, der späteren BB 1632. Die Drehgestelle, Vorderfronten und das Dach wurden der E 4001 der zweiten Serie, der späteren BB 1501 entnommen. Die Betriebsnummer E 4002 wurde gewählt, da jene Maschine die erste in Frankreich war, die unter 1500 V Gleichspannung verkehrte.